# Beatrix de Rijke

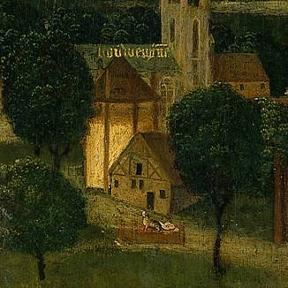
Wiegje met vondeling en een kat (Sint-Elisabethsvloed), detail uit het werk van de Meester van de Elisabeth-panelen.

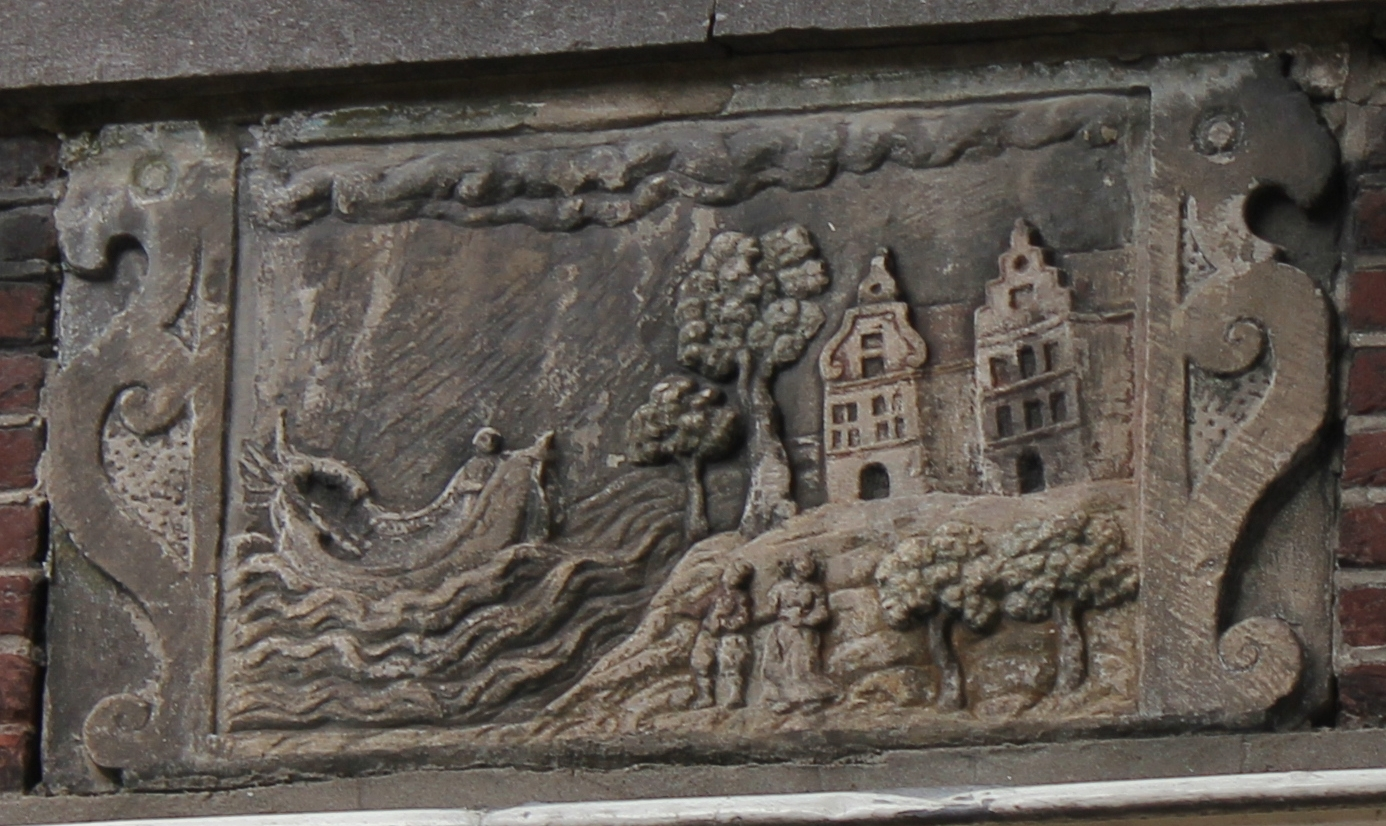
Beatrix de Rijke uitgebeeld in een gevelsteen

Beatrix, ook wel genoemd Beatrix de Rijke, ook wel genoemd Beatrix de Gelukkige (ca. 1421 – 1468) was een vondelinge. Bij Dordrecht werd ze samen met een kat gevonden in een wiegje dat was aangespoeld tijdens de Sint-Elisabethsvloed. Haar opvoeding werd door de stad bekostigd.
In 1677 is door stadshistoricus Matthijs Balen het verhaal van Beatrix uitgegeven.
Citaat uit Beschryvinge der stad Dordrecht:

Toen, door den geduchten watervloed des jaars 1421 die voornaamlijk de zuid-hollandsche waard trof, omtrendt Dordrecht, een verbazend aantal parochien en dorpen, door het water veslonden werden, bewaarde de godlijke voorzienigheid, in dien algemeenen nood, een klein kind, het welk in deszelf wieg, met eene kat, na lang op de golfen gesukkeld, te hebben te Dordrecht kwam aandrijven.

Over de plaats waar het wiegje aan land kwam zijn de meningen verdeeld: sommige auteurs stellen dat het bij een dijk bij Alblasserdam was, die daarom ‘Kinderdijk’ is gaan heten, anderen zeggen dat zij bij de Vuilpoort van Dordrecht was aangespoeld. Het Beknopt biographisch handwoordenboek van Kobus en De Rivecourt vermeldt dat Beatrix een ‘keten van bloedkoralen, met eene gouden stift’ droeg, en dat er een ‘gouden kruis met het wapen der ouders’ bij haar werd gevonden. Desondanks zijn de namen van de ouders van het naamloze vondelingetje niet overgeleverd.
Het verhaal ging dat de kat het wiegje varende heeft gehouden door op moment dat de wieg dreigde om te slaan van de een naar de andere kant te balanceren. Het wiegje met de kat erop is al omstreeks 1490-1495 vervaardigd op een altaarretabel door de Meester van de Heilige Elisabeth-panelen, vermoedelijk in opdracht van een of meer inwoners van het dorp Wieldrecht.
De stad Dordrecht voorzag in haar opvoeding, en toen zij de huwbare leeftijd had bereikt in 1440 trouwde ze met Jacob Roerom. Hun dochter Clara stierf kinderloos, maar via de kinderen van hun zoon Cornelis werden zij de voorouders van vooraanstaande Dordtse families. Waaronder: Van den Havert, Van den Hurk, Van Capel, Boeskens, Van Heuvelingen en Pieter van Wijngaarden.